# 广东蛸
广东蛸（学名：Octopus guangdongensis）为蛸科蛸属的动物，是中国的特有物种。分布于广东、广西等地，生活环境为海水，常见于沿岸。该物种的模式产地在中国广东新盈。
其种加词“guangdongensis”意为“广东的”。